# Сащеко Денис Васильович
Денис Сащеко (біл. Дзяніс Сашчэка, нар. 3 жовтня 1981, Осиповичі) — білоруський футболіст, що грав на позиції півзахисника.
Виступав, зокрема, за клуб «Торпедо» (Жодіно), а також національну збірну Білорусі.

## Клубна кар'єра
У дорослому футболі дебютував 1998 року виступами за команду РУОР, у якій провів три сезони, взявши участь у 85 матчах чемпіонату. 
Своєю грою за цю команду привернув увагу представників тренерського штабу клубу «Торпедо» (Жодіно), до складу якого приєднався 2002 року. Відіграв за жодінських «автозаводців» наступні чотири сезони своєї ігрової кар'єри. Більшість часу, проведеного у складі «Торпедо», був основним гравцем команди.
Згодом з 2005 по 2014 рік грав у складі команд «Гальмстад», «Партизан» (Мінськ), «Граніт» (Мікашевичі), «Білшина», «Мінськ», «Локомотив» (Мінськ) та «Городея».
Завершив ігрову кар'єру у команді «Торпедо» (Мінськ), за яку виступав протягом 2016 року.

## Виступи за збірні
Протягом 2003–2004 років залучався до складу молодіжної збірної Білорусі. На молодіжному рівні зіграв у 4 офіційних матчах.
У 2004 році дебютував в офіційних матчах у складі національної збірної Білорусі.
Загалом протягом кар'єри в національній команді, яка тривала 2 роки, провів у її формі 5 матчів.